# Rhacophorus dulitensis
Rhacophorus dulitensis es una especie de ranas de la familia Rhacophoridae.
Habita en Brunéi, Indonesia y Malasia, en la mitad norte de la isla de Borneo, en zonas de selva con altitud es por debajo de los 600 m.
Esta especie está en peligro de extinción por la pérdida de su hábitat natural.